# Darwinismo sociale

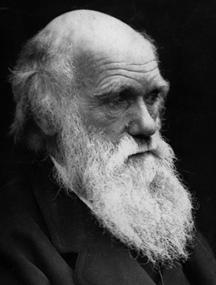
Charles Darwin

In sociologia il darwinismo sociale è una corrente di pensiero i cui sostenitori applicano allo studio delle società umane i principi darwiniani della «lotta per la sopravvivenza» (struggle for life and death) e della selezione naturale del più adatto, sostenendo che questi debbano essere la regola delle comunità umane.
Si tratta di una corrente delle filosofie della vita sviluppata a partire dalla seconda metà del XIX secolo a opera di alcuni pensatori della corrente filosofica del positivismo, in particolare Herbert Spencer (1820-1903), e per tal motivo chiamata anche spencerismo sociale.
La locuzione è rimasta nell'uso corrente soprattutto con significato polemico per indicare teorie  razziste usate per esempio anche nel periodo del colonialismo.

## Storia del termine

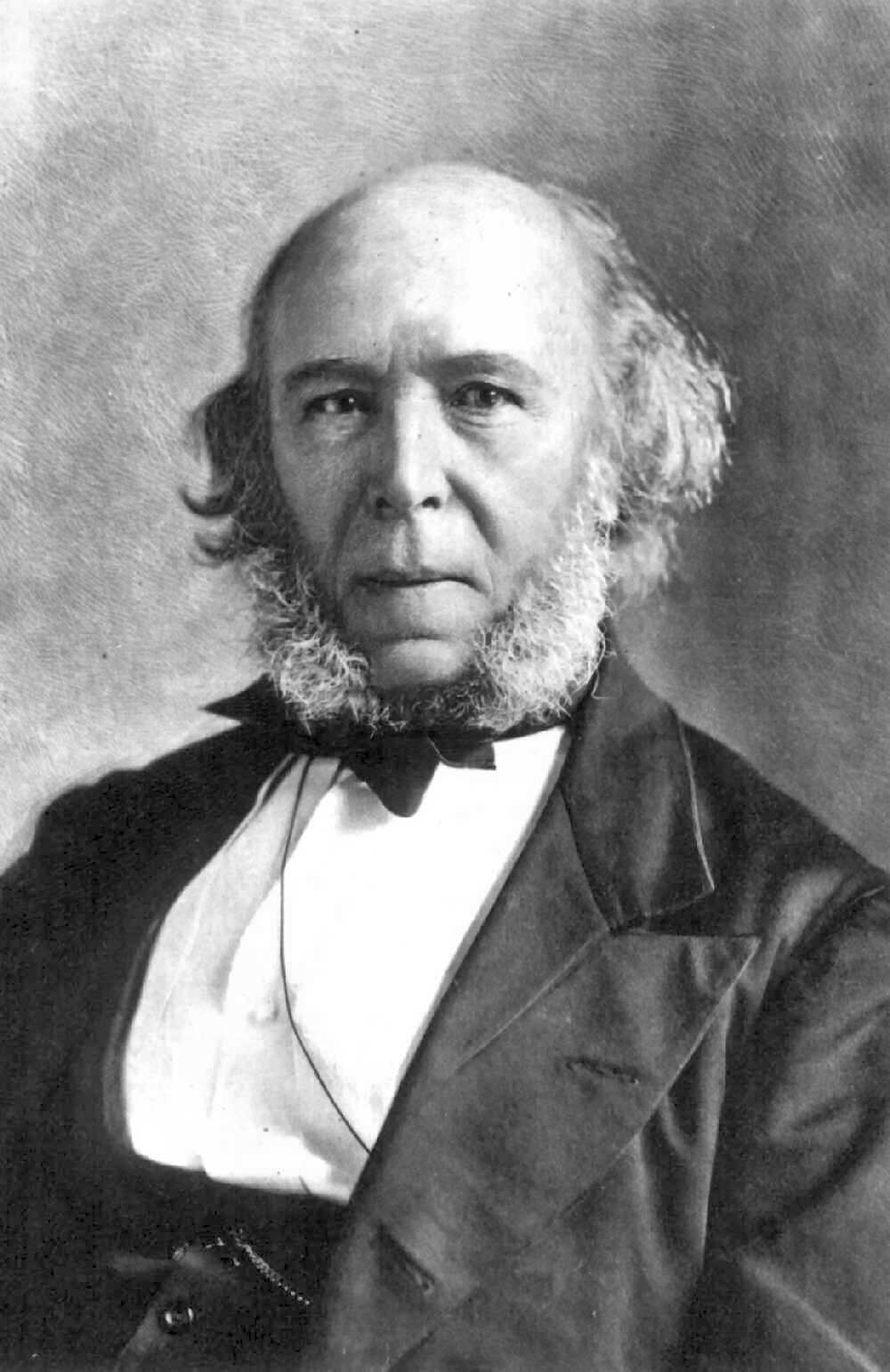
Herbert Spencer

La locuzione «darwinismo sociale» fu coniata nel novembre 1879, con intento peggiorativo, dal giornalista anarchico francese Émile Gautier in riferimento al 50º congresso dei naturalisti tedeschi in cui Haeckel, Nägeli e Virchow si misurarono sul senso «politico» del darwinismo (giustificazione delle ineguaglianze sociali o alimento del socialismo).
Alcuni eminenti biologi ed epistemologi quali Gould, Molina, Tort e altri, hanno difeso Darwin dall'attribuzione di responsabilità del darwinismo sociale.
Nel terzo capitolo del suo libro Darwin scrive che «Questo principio, per il quale ogni lieve variazione, se utile, si mantiene, è stato da me denominato “selezione naturale”…. Ma l'espressione “sopravvivenza del più adatto”, spesso usata da Herbert Spencer, è più idonea, e talvolta ugualmente conveniente».
Nella quinta edizione dell'Origine (1869) Darwin cambia il titolo del quarto capitolo da Selezione naturale a Selezione naturale o sopravvivenza del più adatto; il riferimento è ai Principi di biologia in cui Spencer (1864) introduce per la prima volta l'espressione survival of the fittest, che il mito storiografico vuole come una degenerazione spenceriana del principio di selezione naturale.

## Origine e sviluppo

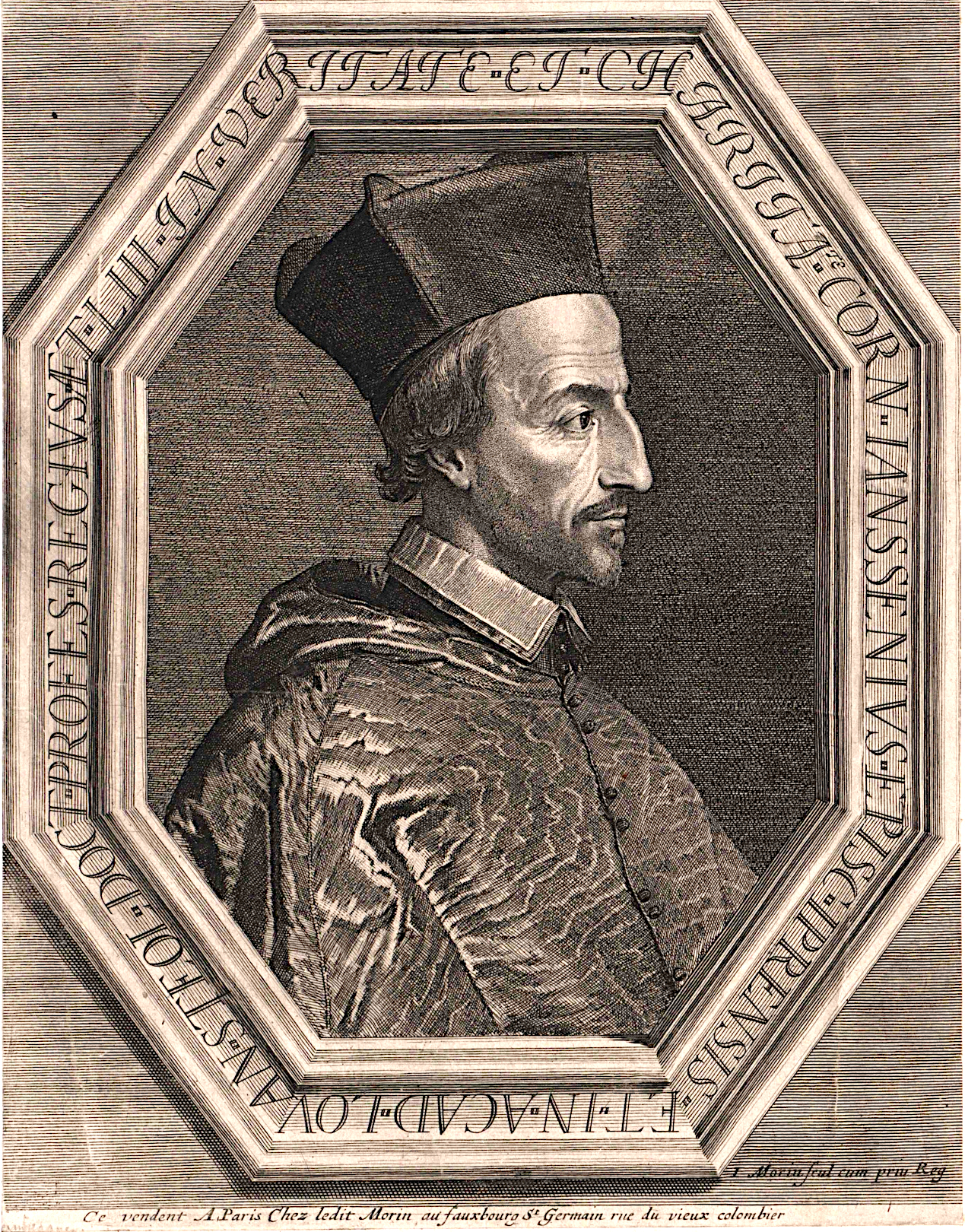
Cornelius Jansen (Giansenio).

Le origini del socialdarwinismo o spencerismo sociale sono antiche. Da sempre i ceti dominanti hanno cercato di fare apparire le differenze di ceto come differenze antropologiche. Questa pretesa trovò sostegno in teologie come il Giansenismo o il Calvinismo che giustificavano ricchezza e povertà come prove della predestinazione decretata dalla volontà divina. La Chiesa Cattolica condannò energicamente queste teorie, giudicate anticristiane in quanto esse annullavano l'uguaglianza degli uomini dinanzi a Dio e rendevano inutile il riscatto degli uomini operato dal sacrificio di Gesù Cristo. Allo stesso modo la Chiesa si oppose al socialdarwinismo, non soltanto per la polemica contro il darwinismo vero e proprio, ma perché considerato una teorizzazione delle ingiustizie e delle empietà.
Claude Lévi-Strauss fa risalire l'origine del razzismo, del darwinismo sociale e di altre teorie consimili alla contrapposizione dell'umanità all'animalità.
Per Linneo non era tanto importante chiedersi in cosa l'uomo è diverso (superiore) rispetto agli animali (così che possiamo ucciderli, mangiarli, vestircene, sfruttarli...), quanto in cosa l'uomo bianco è diverso (superiore) rispetto al nero, al giallo, al rosso (così che possiamo... dominarli). In Linneo, estraneo a ogni idea di evoluzione, non c'è una scala filogenetica che conduca all'uomo bianco. C'è invece nella scala delle razze di Nott e Gliddon, che vuol mostrare - anche attraverso evidenti deformazioni - un progresso estetico.

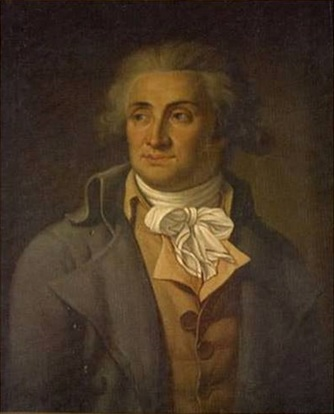
Condorcet

L'idea di progresso è invece programmaticamente fondante nell'antropologia culturale la cui nascita è ascrivibile al postumo Quadro storico dei progressi dello spirito umano (1795) di Condorcet e comunque con la nuova concezione della storia come sviluppo nel tempo propria dell'Illuminismo.
Già prima ancora di Spencer, Thomas Hobbes aveva descritto la società umana come bellum omnium contra omnes e, con un verso di Plauto, homo homini lupus.
In Social Statics (1851) Herbert Spencer, considerato da Darwin il maggior filosofo del suo tempo, partendo dalle tesi di Thomas Malthus connota la natura mediante metafore sociali per poi scoprire la natura nella società, un circolo vizioso che sta alla base di tutte le sociobiologie.
Darwin ricavò la sua teoria dalle sue vastissime ed accurate osservazioni della natura. Utilizzò il lavoro di Malthus per spiegare la lotta per la sopravvivenza. Malthus, però, non aveva trattato né piante, né animali, la sua teoria si poneva al di fuori delle dinamiche della natura; si occupò solo delle popolazioni umane, basando il suo lavoro sulla teoria della rendita differenziale di Adam Anderson e fondandola sulla forbice che si stabiliva tra l'accrescimento dei mezzi di sussistenza (in progressione aritmetica) e quello della popolazione (in progressione geometrica) e che, secondo lui, costituiva un limite insuperabile a trovare mezzi di sussistenza. Darwin affrontò la questione ne “L'origine dell'uomo”, dove dedica un (sotto)capitolo a “La selezione naturale che ha effetto sulle nazioni civilizzate”. Egli mostra di comprendere questo genere di inquietudini, e tuttavia non intende aderire alle conseguenze moralmente inique che ne deriverebbero: "D'altra parte, noi uomini civili cerchiamo con ogni mezzo di ostacolare il processo di eliminazione; costruiamo ricoveri per gli incapaci, per gli storpi e per i malati; facciamo leggi per i poveri e i nostri medici usano la loro massima abilità per salvare la vita di chiunque fino all'ultimo momento [...]. Il sentimento che ci spinge a prestare aiuto a coloro che ne hanno bisogno è soprattutto un effetto accidentale dell'istinto di simpatia, che fu in origine acquisito come parte degli istinti sociali, ma che in seguito divenne, nel mondo precedentemente indicato, più intenso e maggiormente diffuso. [...]. Dobbiamo perciò supportare gli effetti indubbiamente deleteri della sopravvivenza dei deboli e della propagazione della loro stirpe; [...]".
Il darwinismo sociale si propose subito come una filosofia di legittimazione del potere, sia esso coloniale, razziale o di classe. Durante il secolo XX i teorici del nazismo (Hitler, Rosenberg), senza mai nominare Darwin, lo utilizzarono largamente sia in senso eugenetico, sia per eliminare, milioni di ebrei, zingari, testimoni di Geova, oppositori politici, prigionieri di guerra nei campi di concentramento.
Nel 1907 Lester F.Ward dichiarava che non aveva "mai visto un principio chiaramente darwiniano invocato nella discussione del socialdarwinismo". Darwin sottolineò che la differenza umana risiede nella proiezione di valori costruiti e non dati, all'opposto di ciò che sostenevano i socialdarwinisti.

## La posizione di Herbert Spencer
Il dibattito sull'influsso dello Spencer riguardo a questa particolare dottrina è stato centrale per molti anni: criticato superficialmente difatti per certe sue affermazioni poco democratiche, secondo altre opinioni Spencer nei suoi saggi, soprattutto i primi, voleva invece sottolineare la contrarietà alla sussistenza statale (così come qualsiasi forma di statalizzazione, tra cui educazione e religione), perché vedeva come più alta forma evolutiva sociale la cooperazione e la mutua assistenza. Argomento particolarmente complesso, si rimanda alla lettura diretta delle sue opere, di cui ad esempio un estratto dal capitolo XXV, paragrafo 6:
Capitolo XX, paragrafo 3:
Estrapolazioni senza corretta denotazione del pensiero di Spencer (pacifista, anti-schiavista, anti-colonialista, anti-militarista e a favore della parità dei sessi, ancorché fortemente individualista e considerato perfino filo-anarchico, come si può leggere nei suoi The Right to Ignore the State (1851) e The Man versus the State (1884)) ebbero l'effetto di dare un sostegno ideologico nell'occultare responsabilità sociali e politiche dichiarando ineliminabili, in nome di una naturalità presunta, piaghe sociali sedimentate.
Probabilmente la maggior parte della colpa dell'interpretazione popolare di Spencer come darwinista sociale si potrebbe ricondurre a Richard Hofstadter, il cui influente saggio Social Darwinism in American Thought (1955) dedicava un capitolo intero al lavoro di Spencer, e che trasformò radicalmente il modo in cui il pensiero di Spencer era percepito nella cultura Britannica ed Americana.

## Genetica e darwinismo sociale
Il "darwinismo sociale" sembra trovare oggi nuovi argomenti nella genetica. A rigore, una teoria biologica non contiene un'opzione sociologica obbligata, come pensava anche Darwin, ma la pretesa dei genetisti di spiegare ogni aspetto dei comportamenti umani su basi genetiche, con un contenuto nuovamente predestinatorio, ripropone la discussione sul "darwinismo sociale" su basi nuovamente lamarckiane, in quanto si afferma, come pensava Lamarck, che le cause di tutti i fenomeni vitali vanno cercate nella composizione chimica della materia vivente. È chiaro che nel loro ragionamento si tende a obliterare il fenotipo nel genotipo, cioè a ridurre l'essere e l'agire dell'uomo alla sua sola base genetica, ma questa posizione viene respinta da tutte le altre scienze biologiche. A queste pretese ha risposto, tra gli altri, Alain Prochiantz, considerato uno dei massimi ricercatori di neuroscienze:
un'antropologia alternativa al determinismo genetico: l'individuazione umana prosegue dopo la nascita; questa specificità dell'uomo si fonda in ultima analisi sulle caratteristiche - geneticamente determinate - del suo sviluppo; ma questa determinazione da parte dei geni ha il risultato di liberare l'uomo dallo stretto determinismo. L'uomo costruisce nella storia molte delle proprie determinazioni biologiche e la totalità delle proprie determinazioni culturali. L'individuazione umana è più che biologica: è bio-culturale, dove la cultura è una determinazione aperta dalla specificità dell'individuazione biologica dell'organismo umano.

## Darwin e il razzismo
L'unica disputa che Darwin ebbe nei confronti del capitano del Beagle, Fitzroy, riguardò l'abolizione della tratta degli schiavi decisa dal Regno Unito nel 1848. Nel suo Viaggio...., lasciando il Brasile, Darwin scrive: Ringrazio Dio di non dovere più visitare un paese schiavista, e descrive i maltrattamenti e le torture inflitte agli schiavi neri. Nella sua Autobiographie sottolinea la sua amicizia a Edimburgo con un impagliatore nero di uccelli. Durante la guerra di secessione statunitense, Darwin prende le parti del Nord contro alcuni dei suoi sostenitori statunitensi. In Argentina ed in Australia Darwin vede le pratiche di annientamento degli indigeni da parte dei coloni e descrive con orrore la “guerra di sterminio” condotta contro gli indios delle Pampas e contro gli aborigeni dell'Australia.
«Chi crederebbe» — scrive nel suo Viaggio — «che nella nostra epoca si commettano simili atrocità in un paese cristiano e civilizzato?».
Più avanti scrive: «Dovunque l'europeo porta i suoi passi, la morte sembra inseguire gli indigeni… le varietà umane sembrano reagire le une sulle altre allo stesso modo delle diverse specie animali, il più forte distrugge sempre il più debole».
Nell'“Origine dell'uomo” Darwin fa di queste guerre di sterminio delle popolazioni autoctone delle colonie (vedi anche la rivolta in Giamaica del 1865 duramente repressa dal governo inglese) un esempio per spiegare la sparizione delle forme intermedie tra il primate ancestrale e l'uomo attuale.
L'incontro con gli abitanti della Terra del Fuoco è centrale per comprendere come Darwin si convince dell'esistenza di una serie di gradi di forme appartenenti alla specie umana e per conservare la sua convinzione della perfettibiltà e del miglioramento sociale. Darwin è convinto che le condizioni di esistenza giocano un ruolo importante nell'aspetto e nei costumi di un gruppo umano. In Cile incontra indios slanciati, belli, eccellenti cavalieri e si rende conto che si tratta della stessa popolazione dei fueghini che "il freddo, la mancanza di alimentazione e l'assenza di qualsiasi forma di civilizzazione hanno reso ripugnante". "In Darwin -osserva Gérard Molina- non si trova quella ossessione per i tratti ereditari, fisici o mentali, che gli antropologi vedevano come radice di differenze insormontabili tra i gruppi umani"

## Darwinismi sociali anti-spenceriani

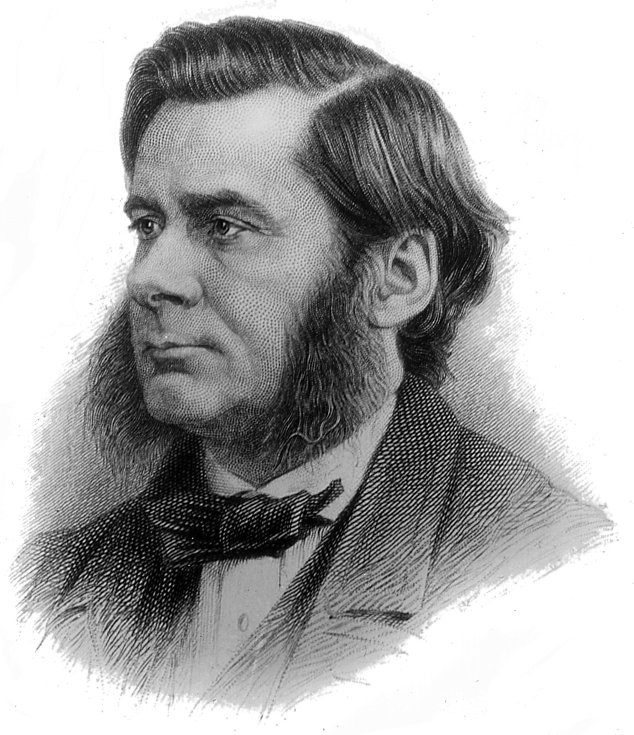
Thomas Henry Huxley

Tra Spencer e Thomas Henry Huxley nacque una polemica circa la possibilità di un'etica evoluzionista: l'idea centrale era che la moralità umana (senso morale e codici morali) poteva essere spiegata in funzione dell'adattamento biologico. Per Huxley non si tratta più di dominare e possedere la natura, come affermava Cartesio, né di sottomettersi ad essa restaurando le sue leggi nella civilizzazione (Spencer), ma di contrastarla: Huxley nega che la dottrina dell'evoluzione possa fornire un fondamento alla morale perché il preteso "più adatto" alla sopravvivenza può essere il peggio sul piano etico.